# 樹林聖蹟亭
樹林聖蹟亭位於淡水廳海山堡潭底庄（今新北市樹林區潭底里潭底公園內:67），為專供焚燒字紙的惜字亭。惜字亭建於同治時期，原位於潭底山麓，後因潭底公園的興建遷至現址。亭身以紅磚砌成，並具有泥塑的花瓶與水果等裝飾:68。樹林聖蹟亭於2005年被公告為為歷史建築:26、27，現已不作惜字亭使用，作為歷史建築保存。樹林為大台北地區周邊發展迅速的地區，能保存的歷史建物並不多，特別是樹林聖躋亭為新北市境內四處保存完整的敬字亭之一，更凸顯其文化價值。 
聖蹟亭又名「字紙亭」、「敬字亭」、「惜字亭」或「敬聖樓」等。古時因受教育人口比例低，一般人對文字懷有敬畏之心；而士人可因讀書而獲得更高的社會地位，且書本取得困難，久之產生敬字惜書的習慣:11。故廣泛設立聖蹟亭，雇人蒐集字紙後於聖蹟亭內燃燒，燃燒後的灰燼稱為「聖蹟」:14。「聖蹟」自亭中清出後，以沉香或檀香燻過，再用白紙妥善包好:12，置於倉頡牌位前。每年擇日祭祀後，將灰燼送至水邊或河邊。

## 沿革

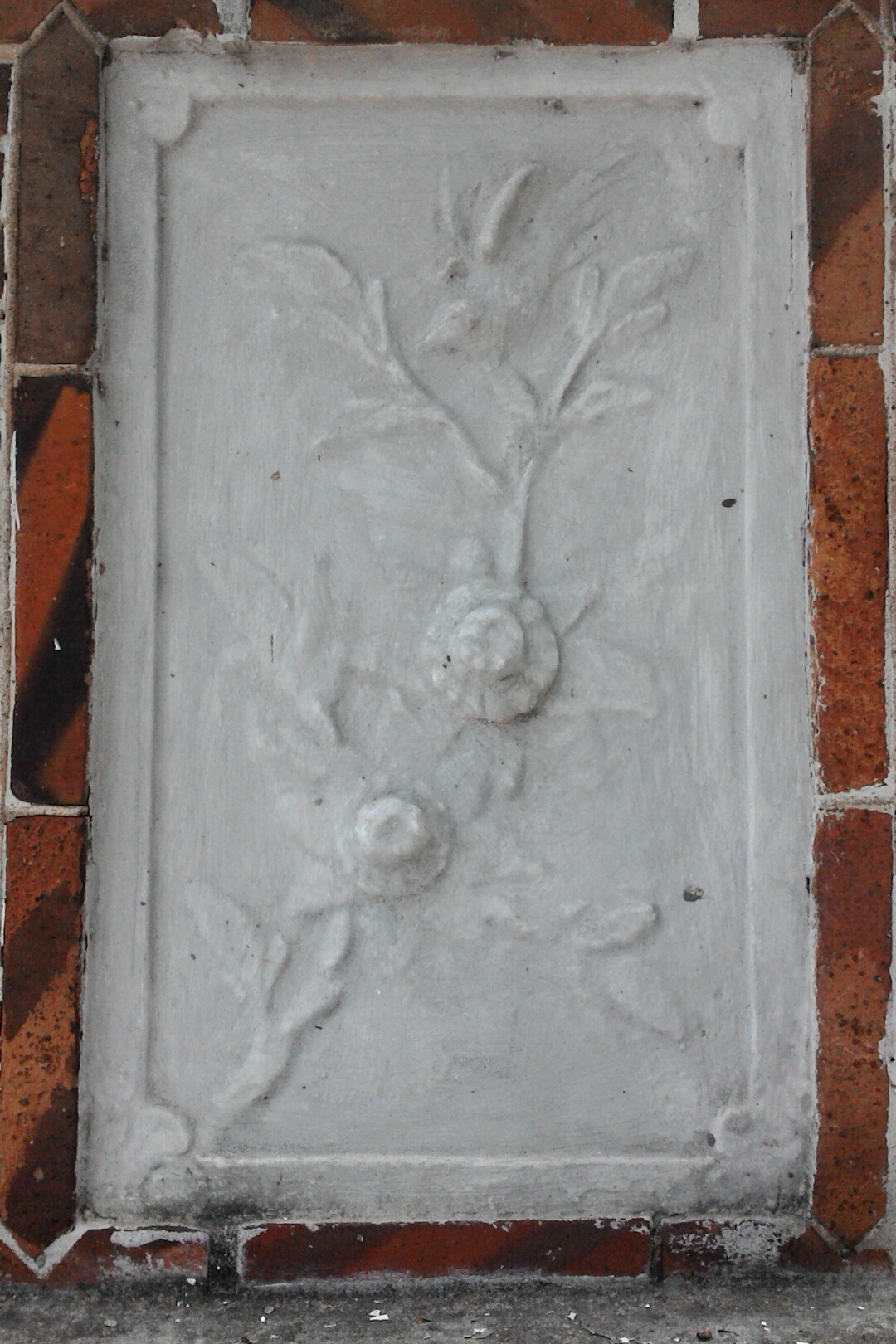
花卉泥塑

樹林聖蹟亭創建於同治十一年（1872年），當時地方仕紳簡煉見到民眾任意丟棄字紙，對文字很不尊敬:67，因而發起募款建造聖蹟亭，集中焚燒字紙，以示尊重。光緒元年（1875年）地方生員王作霖等十八人，取唐太宗文學館的「十八學士登瀛洲」之意，創立名為「文炳社」的敬字會，向外界募集資金，作為雇人拾字紙與每年舉行祭典的費用，直到日治時期才廢除:67。聖蹟亭原位於潭底山麓，1989年配合潭底公園的興建遷至現址。於2005年4月1日由台北縣政府文化局公告為歷史建築。因地震與風吹雨打，聖蹟亭身傾斜，故自2010年1月辦理修復工程，由符宏仁建築師事務所設計，楷程營造有限公司施工，於6月竣工。

## 建築
樹林聖蹟亭以紅磚砌成:68，面積1.322m²，高約3m，整體外貌紅白相間 。亭身共三層，底層與第二層亭體為四角形，頂層為八角形:68，具有八卦的意涵。亭頂採攢尖式，中央寶頂為葫蘆造型:68的煙囪，象徵陰陽和合、生生不息。各層的牆面皆有泥塑的花瓶、水果與花草等圖案。頂層八條與第二層四條屋脊均以螭虎裝飾。地層後方開有供排煙的圓形風口。第二層正面開有爐口，爐口上有鐫刻「聖蹟」的門額，現字跡已風化消失。第二層與頂層間的水車堵上，可見斑駁的人物與獅子塑像。頂層除泥塑外，開有四個八卦形的氣窗，具有排煙的功能，並以泥塑流蘇裝飾。泥塑因年代久遠已有破損及剝落。因地震與風雨吹打，亭身向後傾斜，曾一度以木條支撐，並以塑膠網環繞。且亭基右側具有大裂縫。
樹林聖蹟亭遷至潭底公園後，四周被圍上石砌的圍牆，圍牆門柱上有對陶瓷石獅（現已消失），地板鋪上紅色的磁磚，造成視覺上的違和感:69。2010年整修後，地板換上灰色的地磚，在通往聖蹟亭的入口豎立一對石燈籠，並設立中、英與日文的解說牌，與國、台、客、英與日語的語音導覽。

## 附註
1. ↑  相傳文字由倉頡所創造，故尊稱其為「倉頡聖人」或「倉頡先師」，聖人所創製的文字便被稱為「聖蹟」，故惜字亭常被命名為「聖蹟亭」。[1]:16
2. ↑  泥塑是以鋼絲為骨架，外面以灰泥塑型，表面再上漆的裝飾手法。泥塑價格低廉，製作容易，但硬度不高，容易因風吹雨打而風化剝落。[1]:37
3. ↑  此十八人為王作霖、王國楨、王希謙、賴耀邦、陳育仁、詹駿聲、陳勃然、李在淇、賴宗寅、廖春生、鄭連三、簡禹三、劉育英、王觀瀾、賴維岩、廖克梧、潘桂芳與吳錦標。[4]:349
4. ↑  水車堵指牆壁最靠近屋簷的部位，一般有上下凹凸的線腳，形成一個水平的裝飾帶。[1]:37